# Lidtjärnet (Eda socken, Värmland)
Lidtjärnet är en sjö i Eda kommun i Värmland och ingår i Göta älvs huvudavrinningsområde. Sjön har en area på 0,0664 kvadratkilometer och ligger 168,1 meter över havet.

## Delavrinningsområde
Lidtjärnet ingår i det delavrinningsområde (663976-130210) som SMHI kallar för Mynnar i Hugn. Medelhöjden är 147 meter över havet och ytan är 45,7 kvadratkilometer. Räknas de 7 avrinningsområdena uppströms in blir den ackumulerade arean 613,87 kvadratkilometer. Vrångsälven som avvattnar avrinningsområdet har biflödesordning 3, vilket innebär att vattnet flödar genom totalt 3 vattendrag innan det når havet efter 299 kilometer. Avrinningsområdet består mestadels av skog (63 procent) och sankmarker (10 procent). Avrinningsområdet har 1,1 kvadratkilometer vattenytor vilket ger det en sjöprocent på 2,4 procent. Bebyggelsen i området täcker en yta av 1,97 kvadratkilometer eller 4 procent av avrinningsområdet.